# Sara Forbes Bonetta
Sara Forbes Bonetta (Oquê-Odã, 1843 – Funchal, 15 de agosto de 1880) foi uma governante e aristocrata nigeriana iorubá, membro da realeza dos ebadós, que ficou órfã em uma guerra tribal, foi vendida como escrava a um rei local e depois libertada da escravidão, tornando-se afilhada da Rainha Vitória. Foi casada com o capitão James Pinson Labulo Davies, conhecido filantropo rico de Lagos.

## Vida pessoal

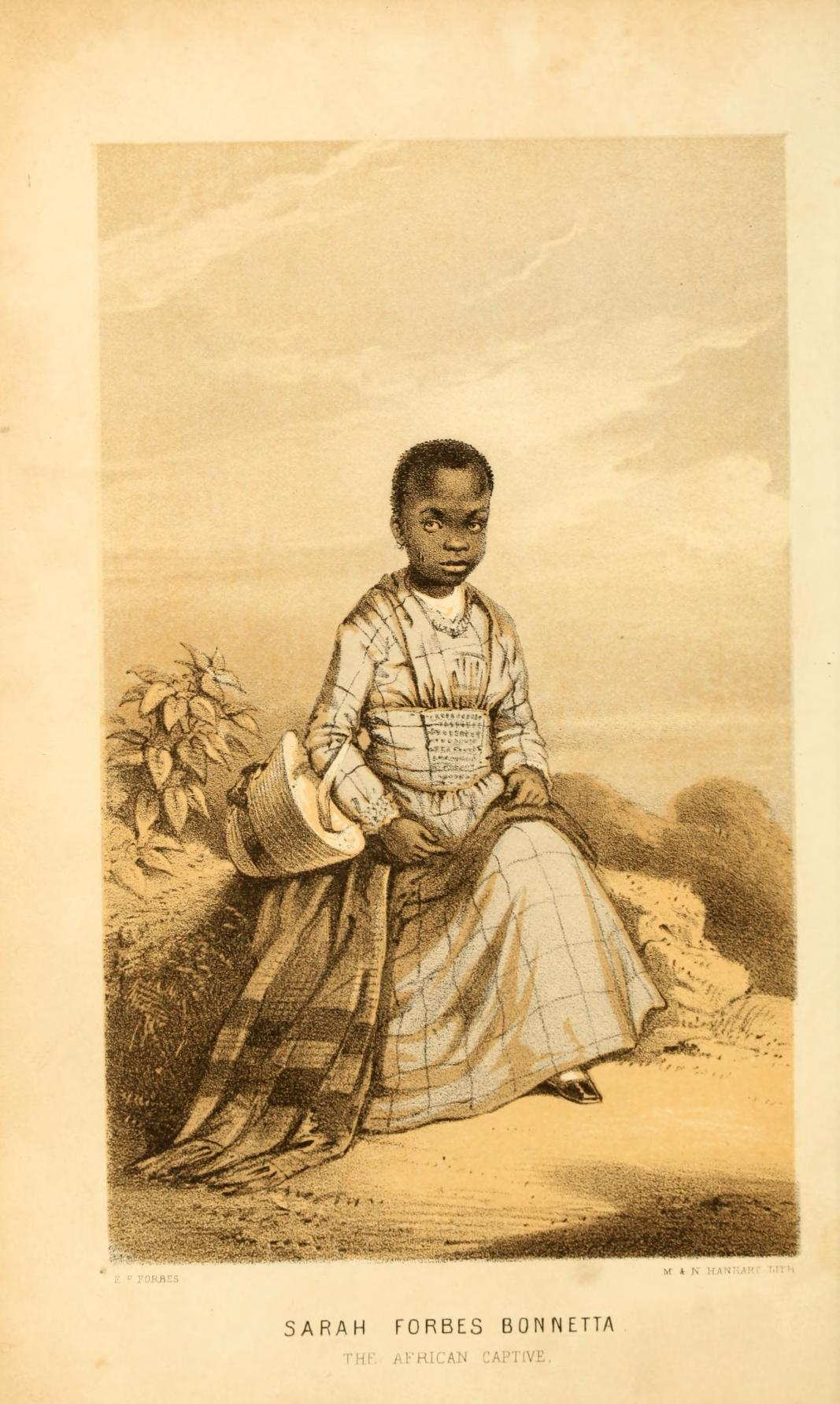
Sara Forbes Bonetta, em desenho de Frederick E. Forbes, de seu livro Dahomey and the Dahomans; sendo os diários de duas missões ao rei do Daomé, 1849 e 1850.

Originalmente chamada "Aina", Sara nasceu por volta de 1843, em Oquê-Odã, uma vila ebadó, no estado de Ogum, ao sul do rio Ieuá. Em 1848, Oquê-Odã foi invadida e saqueada por um exército do Reino de Daomé e os pais de Sara morreram durante o ataque. Assim, foi levada à corte do arroçu (rei) Guezô como escrava, aos cinco anos de idade. Ela seria usada como sacrifício humano, mas o capitão Frederick E. Forbes, da Marinha Real Britânica convenceu o rei Guezô a dá-la à Rainha Vitória de presente. A Forbes descreveria o ato como:
| “ | Ela será um presente do Rei dos Negros à Rainha dos Brancos. | ” |

Frederick E. Forbes a nomeou "Sara Forbes Bonetta": Bonetta em homenagem ao seu navio, o HMS Bonetta. A rainha Vitória se impressionou com a excepcional inteligência da nova princesa e a criou como sua afilhada em meio à classe média e realeza britânicas. Em 1851, Sara começou a ter uma tosse crônica, atribuída pelos médicos da época ao clima da Grã-Bretanha. Seus guardiães então a enviaram para uma escola na África em maio do mesmo ano, quando ela tinha 8 anos, retornando em 1855, aos 12 anos de idade. Em janeiro de 1862, ela foi convidada a comparecer no casamento da filha da rainha Vitória.

## Casamento
Pouco tempo depois, ela recebeu a permissão da rainha para se casar com o capitão James Pinson Labulo Davies, na igreja de St. Nicholas, em Brighton, em agosto de 1862. Enquanto os preparativos para o casamento eram elaborados, ela se mudou à rua Clifton Hill, número 17, em Bristol.

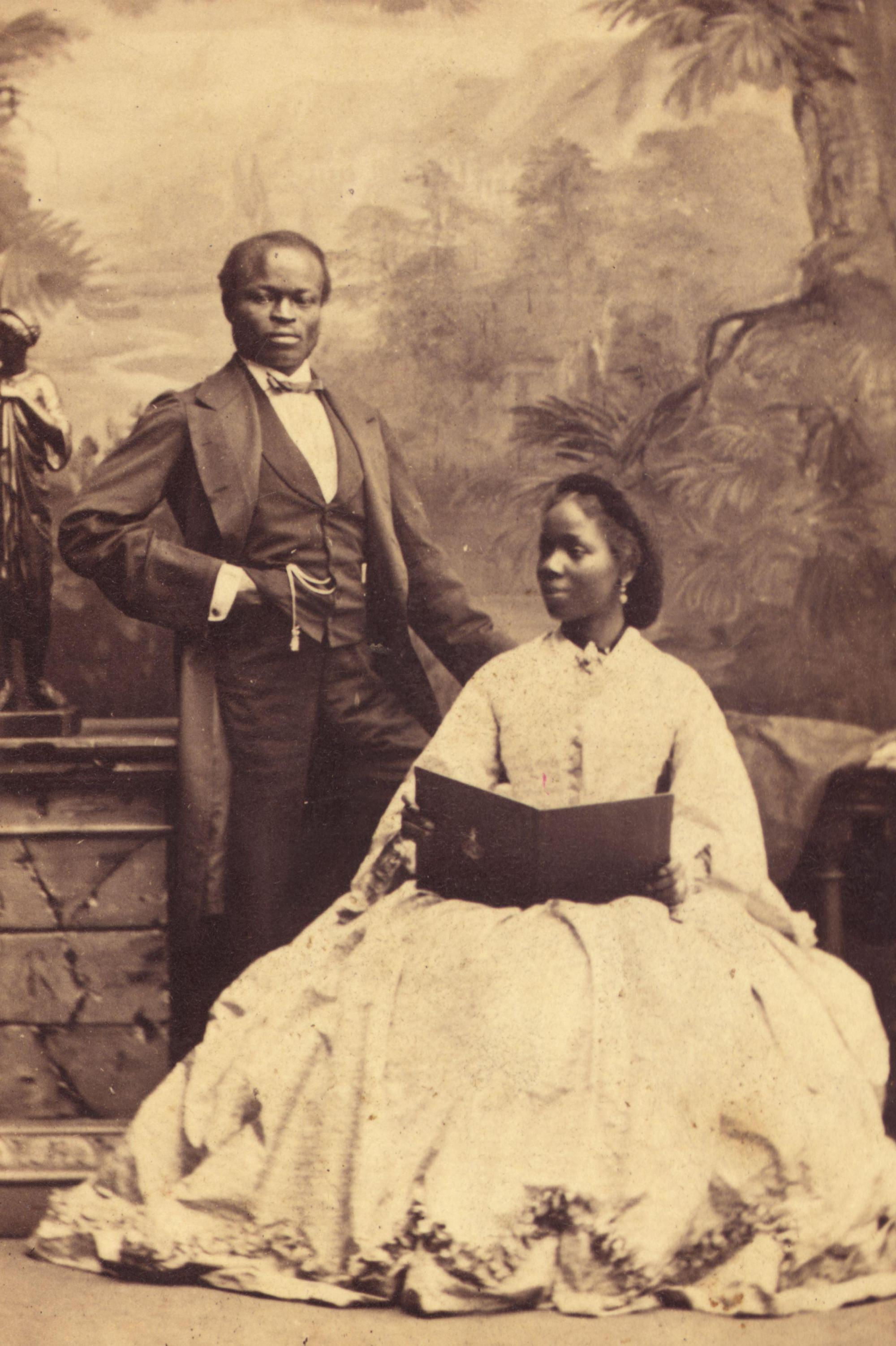
A portrait of James Pinson Labulo Davies e Sarah Forbes Bonetta, em Londres, em 1862. Foto de Camille Silvy

O capitão Davis era Iorubá e um homem de negócios rico e filantropo. O casal se mudou à África logo após o casamento e tiveram duas filhas, Victoria Davies (1863) e Stella (1873), e um filho, Arthur Davies (1871).
Sara manteve um relacionamento próximo com rainha, mesmo morando longe, a ponto de Sara e o bispo Samuel Ajayi Crowther serem os únicos moradores de Lagos que a Marinha Real tinha ordens expressas de evacuar caso algum levante ou guerra acontecesse na cidade. Muitos dos descendentes de Sara hoje vivem na Inglaterra ou em Serra Leoa, muitos também são personalidades importantes na Nigéria.

## Morte
Sara faleceu em 15 de agosto de 1880, aos 37 anos, devido à tuberculose, no Funchal, Ilha da Madeira, onde está sepultada no Cemitério Britânico da Madeira. Seu marido, capitão Davies, erigiu um obelisco de granito em sua memória em Ijon, a oeste de Lagos, onde ele tinha uma fazenda de cacau.
No obelisco está escrito:
| “ | Em memória da princesa Sara Forbes Bonetta Esposa de J.P.L. Davies Que deixou esta vida na Ilha da Madeira em 15 de agosto de 1880 Aos 37 anos | ” |